# Wereldkampioenschappen badminton 2011
De 19e wereldkampioenschappen badminton werden in 2011 van 8 tot en met 14 augustus gehouden in de Wembley Arena in Londen (Engeland). Dit badmintontoernooi werd georganiseerd door de Wereld Badminton Federatie (BWF).
Er werd gestreden om vijf titels, te weten:
- Mannen enkelspel
- Vrouwen enkelspel
- Mannen dubbelspel
- Vrouwen dubbelspel
- Gemengd dubbelspel

## Het toernooi
Het wereldkampioenschap van 2011 werd overheerst door de Chinese deelnemers, zij veroverden alle gouden medailles. Bij de enkelspelen veroverde Lin Dan bij de mannen, en Wang Yihan bij de vrouwen de titel. Bij de dubbelspelen waren het de koppels Cai Yun en Fu Haifeng bij de mannen, Wang Xiaoli en Yu Yang bij de vrouwen en bij het gemengd dubbelspel Zhang Nan en Zhao Yunlei die het goud veroverden. Het beste Europese resultaat werd behaald door het koppel Chris Adcock (Engeland) en Imogen Bankier (Schotland), die voor Groot-Brittannië het zilver op het gemengd dubbelspel veroverden.

## Belgische deelnemers
Er kwamen acht Belgische deelnemers in actie. Enkel Lianne Tan overleefde de eerste ronde. Zij werd in de tweede ronde uitgeschakeld door Shao Chieh Cheng, die later de zilveren medaille behaalde.
| Naam                            | Onderdeel          | Resultaat | Tegenstanders (uitslagen)                                            |
| ------------------------------- | ------------------ | --------- | -------------------------------------------------------------------- |
| Yuhan Tan                       | mannen enkelspel   | 1e ronde  | 1R: Pablo Abian (21-16, 17-21, 15-21)                                |
| Mattijs Dierickx Freek Golinski | mannen dubbelspel  | 1e ronde  | 1R: Dorian Lance James / Willem Viljoen (17-21, 15-21)               |
| Lianne Tan                      | vrouwen enkelspel  | 2e ronde  | 1R: Charmaine Reid (21-9, 21-19) 2R: Cheng Shao Chieh (15-21, 11-21) |
| Steffi Annys Severine Corvilain | vrouwen dubbelspel | 1e ronde  | 1R: Leanne Choo / Renuga Veeran (6-21, 9-21)                         |
| Janne Elst Jelske Snoeck        | vrouwen dubbelspel | 1e ronde  | 1R: Iris Wang / Rena Wang (6-21, 11-21)                              |

## Nederlandse deelnemers
Voor Nederland kwamen de volgende deelnemers in actie.
| Naam                                   | Onderdeel          | Resultaat | Tegenstanders (uitslagen) |
| -------------------------------------- | ------------------ | --------- | --- |
| Dicky Palyama                          | mannen enkelspel   | 2e ronde  | 1R: Stefan Wojcikiewicz (21-12, 21-9) 2R: Chen Jin (13-21, 17-21)                                                                                |
| Eric Pang                              | mannen enkelspel   | 1e ronde  | 1R: Boonsak Ponsana (21-12, 17-21, 10-21) |
| Ruud Bosch Koen Ridder                 | mannen dubbelspel  | 2e ronde  | 1R: Sameera Gunatileka / Vincent Nguy (21-8, 21-7) 2R: Hirokatsu Hashimoto / Noriyasu Hirata (14-21, 21-18, 12-21)                               |
| Dave Khodabux Jorrit de Ruiter         | mannen dubbelspel  | 1e ronde  | 1R: Hong Wei en Shen Ye (19-21, 16-21) |
| Judith Meulendijks                     | vrouwen enkelspel  | 2e ronde  | 1R: Simone Prutsch (21-10, 21-18) 2R: Inthanon Ratchanok (18-21, 21-11, 14-21)                                                                   |
| Yao Jie                                | vrouwen enkelspel  | 1e ronde  | 1R: Carolina Marín (18-21, 21-23) |
| Selena Piek Iris Tabeling              | vrouwen dubbelspel | 3e ronde  | 1R: Bruce Alex / Li Michelle (12-21, 21-17, 21-13) 2R: Ha Jung-eun / Kim Min-jung (niet gespeeld) 3R: Vita Marissa / Nadya Melati (11-21, 10-21) |
| Paulien van Dooremalen Lotte Jonathans | vrouwen dubbelspel | 1e ronde  | 1R: Chan Tsz Ka / Chau Hoi Wah (14-21, 10-21) |
| Dave Khodabux Samantha Barning         | gemengd dubbelspel | 2e ronde  | 1R: Johannes Schüttler / Sandra Marinello (19-21, 21-16, 21-14) 2R: Jiaming Tao / Tian Qing (8-21, 13-21)                                        |
| Jacco Arends Selena Piek               | gemengd dubbelspel | 2e ronde  | 1R: Rodrigo Pacheco / Claudia Rivero (niet gespeeld) 2R: Xu Chen / Ma Jin (11-21, 7-21)                                                          |

## Medailles
| Onderdeel          | Goud                  | Zilver                      | Brons                         |
| ------------------ | --------------------- | --------------------------- | ----------------------------- |
| Mannen enkelspel   | Lin Dan               | Lee Chong Wei               | Peter Gade                    |
| Mannen enkelspel   | Lin Dan               | Lee Chong Wei               | Chen Jin                      |
| Vrouwen enkelspel  | Wang Yihan            | Cheng Shao Chieh            | Juliane Schenk                |
| Vrouwen enkelspel  | Wang Yihan            | Cheng Shao Chieh            | Wang Xin                      |
| Mannen dubbelspel  | Cai Yun Fu Haifeng    | Ko Sung-hyun Yoo Yeon-seong | Mohammad Ahsan Bona Septano   |
| Mannen dubbelspel  | Cai Yun Fu Haifeng    | Ko Sung-hyun Yoo Yeon-seong | Jung Jae-sung Lee Yong-dae    |
| Vrouwen dubbelspel | Wang Xiaoli Yu Yang   | Tian Qing Zhao Yunlei       | Jwala Gutta Ashwini Ponnappa  |
| Vrouwen dubbelspel | Wang Xiaoli Yu Yang   | Tian Qing Zhao Yunlei       | Miyuki Maeda Satoko Suetsuna  |
| Gemengd dubbelspel | Zhang Nan Zhao Yunlei | Chris Adcock Imogen Bankier | Tantowi Ahmad Liliyana Natsir |
| Gemengd dubbelspel | Zhang Nan Zhao Yunlei | Chris Adcock Imogen Bankier | Xu Chen Ma Jin                |

### Medailleklassement
| Plaats | Land           | Goud | Zilver | Brons | Totaal |
| 1      | China          | 5    | 1      | 3     | 9      |
| 2      | Zuid-Korea     | 0    | 1      | 1     | 2      |
| 3      | Maleisië       | 0    | 1      | 0     | 1      |
| 3      | Chinees Taipei | 0    | 1      | 0     | 1      |
| 5      | Engeland       | 0    | 0,5    | 0     | 0,5    |
| 5      | Schotland      | 0    | 0,5    | 0     | 0,5    |
| 7      | Indonesië      | 0    | 0      | 2     | 2      |
| 8      | Denemarken     | 0    | 0      | 1     | 1      |
| 8      | Duitsland      | 0    | 0      | 1     | 1      |
| 8      | Japan          | 0    | 0      | 1     | 1      |
| 8      | India          | 0    | 0      | 1     | 1      |
| Totaal | Totaal         | 5    | 5      | 10    | 20     |